# Depository Trust and Clearing Corporation
Die Depository Trust & Clearing Corporation (DTCC) ist ein amerikanischer Zentralverwahrer und Clearinghaus. Diese ist 1999 aus einer von der Securities and Exchange Commission (SEC) und dem US-amerikanischen Kongress erzwungenen Fusion der privaten Gesellschaften Depository Trust Company (DTC) und National Securities Clearing Corporation (NSCC) hervorgegangen.

## Hintergründe
Über die hundertprozentige Tochter EuroCCP wickelt die DTCC auch das Clearing für die neue elektronische Börse Turquoise ab. EuroCCP ist dabei ebenfalls Zentraler Kontrahent für das Multilaterale Handelssystem NYSE Arca Europe sowie für SmartPool, einen Dark Pool.
Im Herbst 2008 gab DTCC bekannt, den 15,8-Prozent-Anteil an der LCH.Clearnet zu vergrößern und die Gesellschaft komplett zu übernehmen, wodurch DTCC zum weltgrößten Clearinghouse aufsteigen würde.
Das Tochterunternehmen Fixed Income Clearing Corporation (FICC) ist verantwortlich für das Clearing festverzinslicher Wertpapiere in den Vereinigten Staaten.

## Mitgliedschaften
Die Börse ist Mitglied in:
- World Federation of Exchanges[7]